# Гилфорд (Пенсилванија)
Гилфорд (енгл. Guilford) насељено је место без административног статуса у америчкој савезној држави Пенсилванија.

## Демографија
По попису из 2010. године број становника је 2.138, што је 303 (16,5%) становника више него 2000. године.
| Група             | 2000.         | 2010.         |
| Белци             | 1.739 (94,8%) | 1.881 (88,0%) |
| Афроамериканци    | 33 (1,8%)     | 62 (2,9%)     |
| Азијати           | 20 (1,1%)     | 63 (2,9%)     |
| Хиспаноамериканци | 16 (0,9%)     | 112 (5,2%)    |
| Укупно            | 1.835         | 2.138         |